# Бірліцький сільський округ (Келеський район)
Бірлі́цький сільський округ (каз. Бірлік ауылдық округі, рос. Бирликский сельский округ) — адміністративна одиниця у складі Келеського району Туркестанської області Казахстану. Адміністративний центр — село Бірлік.
Населення — 4991 особа (2021; 5111 у 2009, 4926 у 1999, 4123 у 1989).
Станом на 1989 рік існувала Бірліцька сільська рада (села Бірлік, Жанатіршилік, Комунізм, Курозек, Маденієт, Соціалізм, селище Ушагаш).

## Склад
До складу округу входять такі населені пункти:
| Населений пункт    | Колишні назви | Населення, осіб (1989) | Населення, осіб (1999) | Населення, осіб (2009) | Населення, осіб (2021) |
| ------------------ | ------------- | ---------------------- | ---------------------- | ---------------------- | ---------------------- |
| Ащисай, село       | Комунізм      | 228                    | 265                    | 311                    | 52                     |
| Бірлік, село       | -             | 1966                   | 2312                   | 2447                   | 2292                   |
| Жанатіршилік, село | -             | 826                    | 1477                   | 1435                   | 1715                   |
| Косоткел, село     | Соціалізм     | 403                    | 274                    | 204                    | 299                    |
| Курозек, село      | -             | 393                    | 224                    | 298                    | 90                     |
| Маденієт, село     | -             | 155                    | 122                    | 115                    | 50                     |
| Ушагаш, село       | -             | 152                    | 252                    | 301                    | 493                    |